# Plomo de Ullastret
El plomo de Ullastret es una plancha de plomo del siglo IV a. C. inscrita con escritura ibérica nororiental. Fue encontrado en 1967 durante excavaciones arqueológicas en el yacimiento arqueológico de la ciudad íbera de Ullastret (Gerona, noroeste de España). 

## Descripción
Tiene forma rectangular alargada, con contornos irregulares. Las marcas en el metal indican que la plancha debió estar enrollada en nueve pliegues. Un texto de 173 caracteres se encuentra grabado sobre ambas caras de la plancha, empleando la escritura ibérica nororiental, dual, y se compone de seis líneas de caracteres por una cara, con un total de 141 signos, y una sola línea por la otra cara con 32 signos. El texto presenta divisiones empleando un método visible en otros textos íberos, en la forma de una línea de puntos, que permiten identificar 31 palabras.

### Inscripción

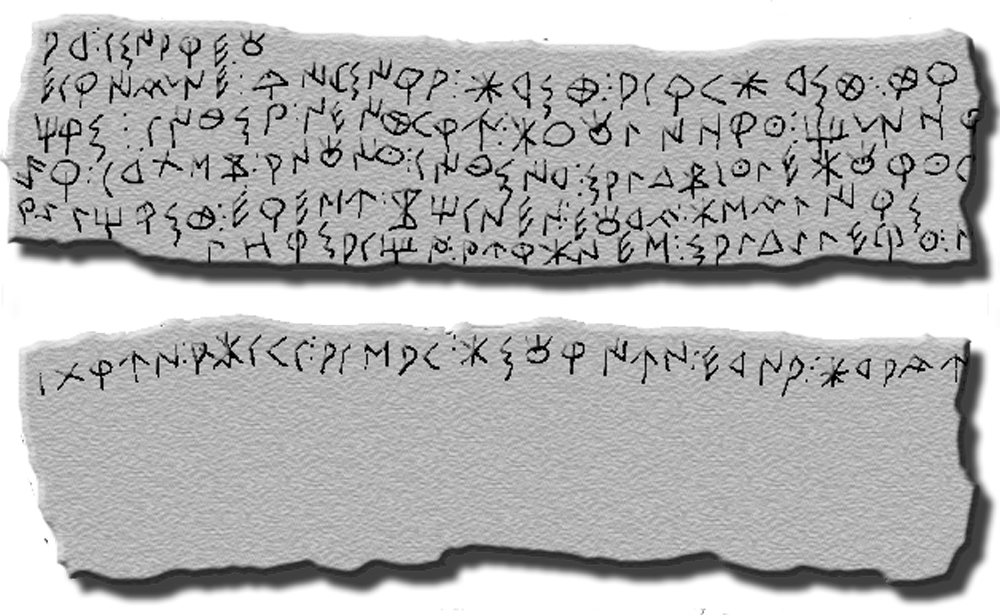
Calco de la inscripción

Cara interior
A.1. ar.basiarebea
A.2. ebaricame.tuikesira.borste.abarkeborste.ter
A.3. tirs.baidesbi.neitekeru.borbeliorku.timor
A.4. gir.bartasko.anbeiku.baitesir.saldukobakuleboberkur
A.5. bigiltirste.eresu.kotibanen.eberka.boskalirs
A.6. lors.abatibi.biurbones.saldugilerku.(l)
Cara exterior
B.1. batarun.abobaker.abasakebe.bosberium.erna.borakau

## Interpretación
En el texto se han identificado nombres de personas ("Bartasko", "Salduko") y numerales, lo que ha permitido identificar este documento como, muy posiblemente, algún tipo de carta comercial.

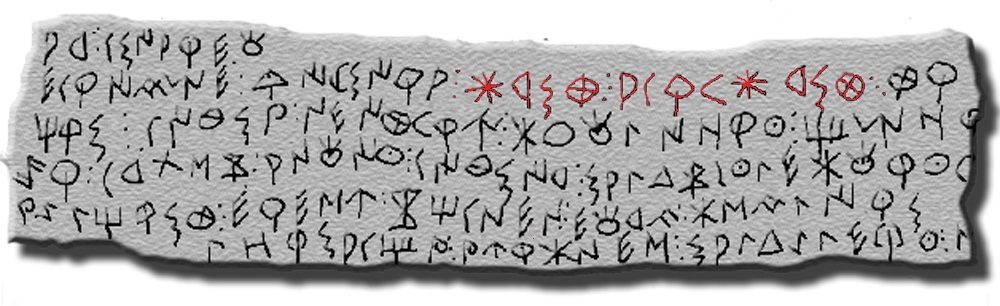
Hipotéticos numerales íberos (señalados en rojo): "borste-abaŕkeborste"

## Véase también

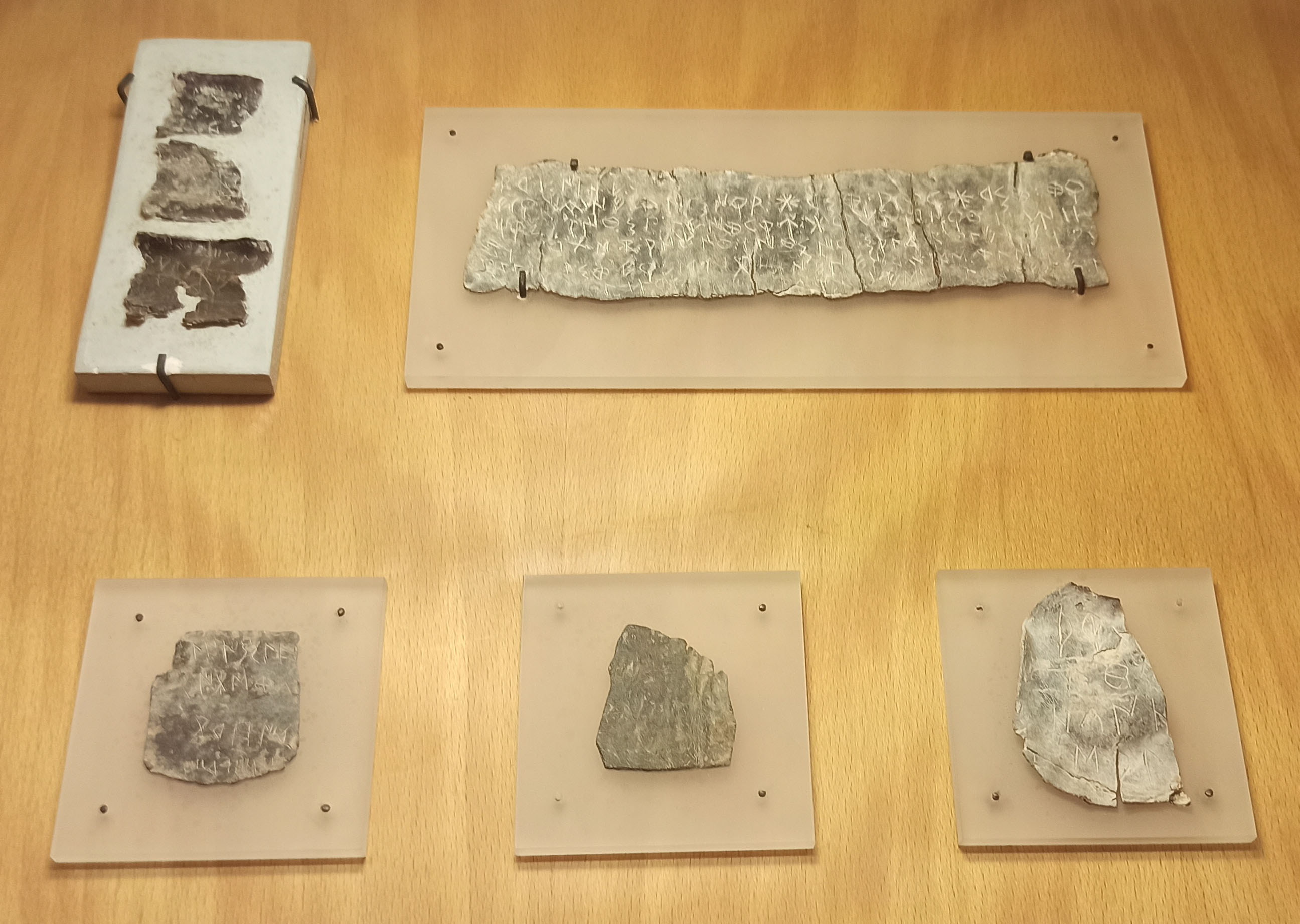
Expositor del centro de interpretación con otras piezas del yacimiento